# Jaakko Ojaniemi
Jaakko Matias Ojaniemi (Peräseinäjoki, 28 de agosto de 1980) é um atleta finlandês de decatlo.